# Гулямов Манап
Манап Гулямович Гулямов (1910, тепер Узбекистан — 2 квітня 1983, місто Ташкент, тепер Узбекистан) — радянський узбецький діяч, перший секретар Кашкадар'їнського обкому КП Узбекистану. Депутат Верховної ради Узбецької РСР.

## Життєпис
Член ВКП(б) з 1932 року.
У 1942—1943 роках — 1-й секретар Джалял-Кудуцького районного комітету КП(б) Узбекистану Андижанської області.
У 1943—1945 роках — секретар Андижанського обласного комітету КП(б) Узбекистану з кадрів.
У 1945—1947 роках — 1-й секретар Аїмського районного комітету КП(б) Узбекистану Андижанської області.
У 1947—1950 роках — слухач Вищої партійної школи при ЦК ВКП(б).
У 1950—1951 роках — секретар Андижанського обласного комітету КП(б) Узбекистану.
У 1951—1953 роках — міністр сільського господарства Узбецької РСР.
У 1953—1954 роках — заступник голови виконавчого комітету Ташкентської обласної ради депутатів трудящих.
У 1954 — січні 1956 року — секретар Ташкентського обласного комітету КП Узбекистану.
У січні 1956 — січні 1960 року — 1-й секретар Кашкадар'їнського обласного комітету КП Узбекистану.
У 1960 році — в розпорядженні ЦК КП Узбекистану.
У 1960—1961 роках — голова виконавчого комітету Сурхандар'їнської обласної ради депутатів трудящих.
Потім — персональний пенсіонер республіканського значення.
Помер 2 квітня 1983 року в Ташкенті.

## Нагороди
- орден Леніна (1957)
- орден Трудового Червоного Прапора (25.12.1944)
- орден Червоної Зірки (1947)
- два ордени «Знак Пошани» (1946, 1950)
- медалі